# Архангельское (Архангельская область)
Арха́нгельское (Арха́нгельская губа́) — урочище в Архангельской области Российской Федерации. Существовало официально в 1932-1953 годах как фактория. На год упразднения Архангельское входило в состав Новоземельского островного совета. Ныне  урочище Арха́нгельская Губа́ в  городском округе и районе Новая Земля, расположенное в пограничной зоне.

## География
Находилось в юго-восточной части острова Личутина (архипелаг Новая Земля) на берегу Архангельской губы Северного Ледовитого океана. 

## История
Основано в 1932 году:175. 
В 1932 году четыре становища северного острова Новой Земли (Крестовая губа, Смидовича, Архангельская губа и Русская гавань) не были в достаточной степени обеспечены продовольствием. В результате в зиму 1932/33 гг. среди колонистов (87 человек, в т.ч. 24 ребенка) разразился голод, и началась цинга. 
Было закрыто в 1953 году приказом председателя Новоземельского островного совета Тыко Вылки.  В связи с созданием полигона всё местное население архипелага (ненцы и поморы) было выселено с 1955 по 1957 год, и дальнейшее развитие поселения прекратилось. 

## Инфраструктура
Поселение было крупной факторией. 
В поселении имелись дом, сарай, салотопня, промысловое судно. Сегодня поселение из себя представляет руины.